# San Cristóbal (bairro de Madrid)
San Cristóbal é um dos cinco bairros do distrito de Villaverde, em Madrid, na comunidade autônoma de Madri, na Espanha. Situa-se dez quilômetros ao sul da Porta do Sol, praça central de Madri. É um retângulo limitado a norte e a leste por linhas de trem; a sul pelo antigo Parque de Automobilismo do Exército de Terra; e a oeste pela antiga Estrada de Andaluzia (A-4), atualmente Avenida de Andaluzia.

## História
No século 19, o bairro possuía uma fábrica de telhas e de tijolos. Um resquício dessa fábrica se conservou até hoje e é o símbolo do bairro: uma chaminé com um ninho de cegonhas no alto. No final da década de 1950, foram construídos conjuntos habitacionais destinados a abrigar trabalhadores vindos do sul do país, bem como moradores de outras regiões de Madri removidos por ações urbanísticas. Grande parte dessas construções apresenta atualmente problemas estruturais devido ao solo argiloso sobre o qual foram construídas. O bairro também apresenta problemas de desemprego e de consumo de heroína, bem como conflitos com a comunidade cigana que se instalou no bairro em 1983.

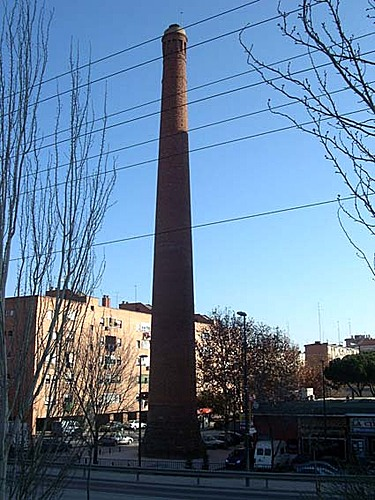
A chaminé símbolo do bairro

## Esporte
O bairro possui uma equipe de futebol, o Club Deportivo San Cristóbal de los Ángeles, que disputa atualmente a terceira divisão do campeonato regional de Madri e que revelou o ex-jogador da seleção espanhola de futebol Raúl González Blanco.

## Parque
O bairro possui um parque: o Parque de la Dehesa Boyal.

## Transporte
O bairro é servido por duas linhas de ônibus (57 e 79); por uma estação de metrô da linha 3; e por duas estações de trem da Cercanías Madrid.